# Krowiak podwinięty

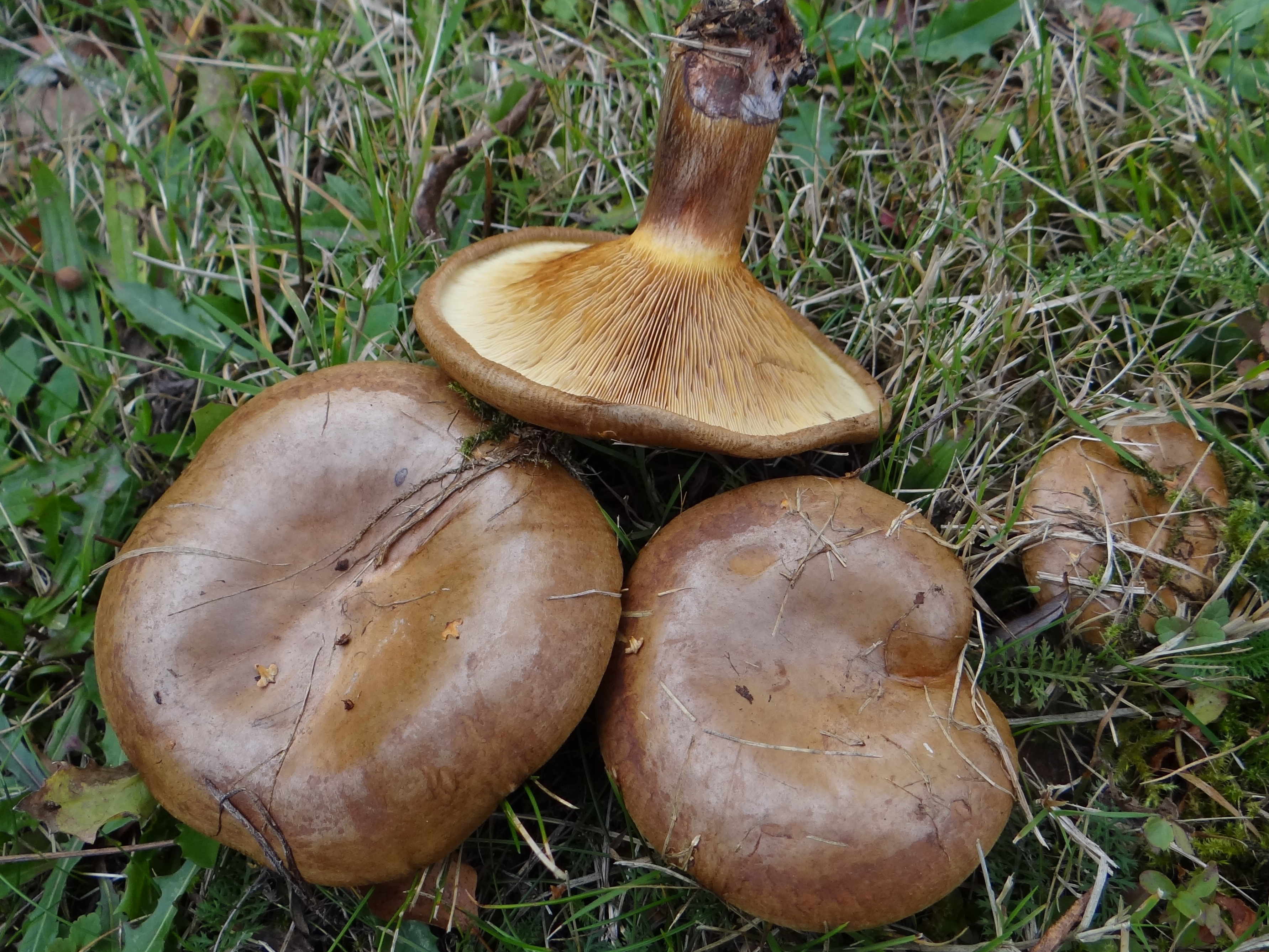

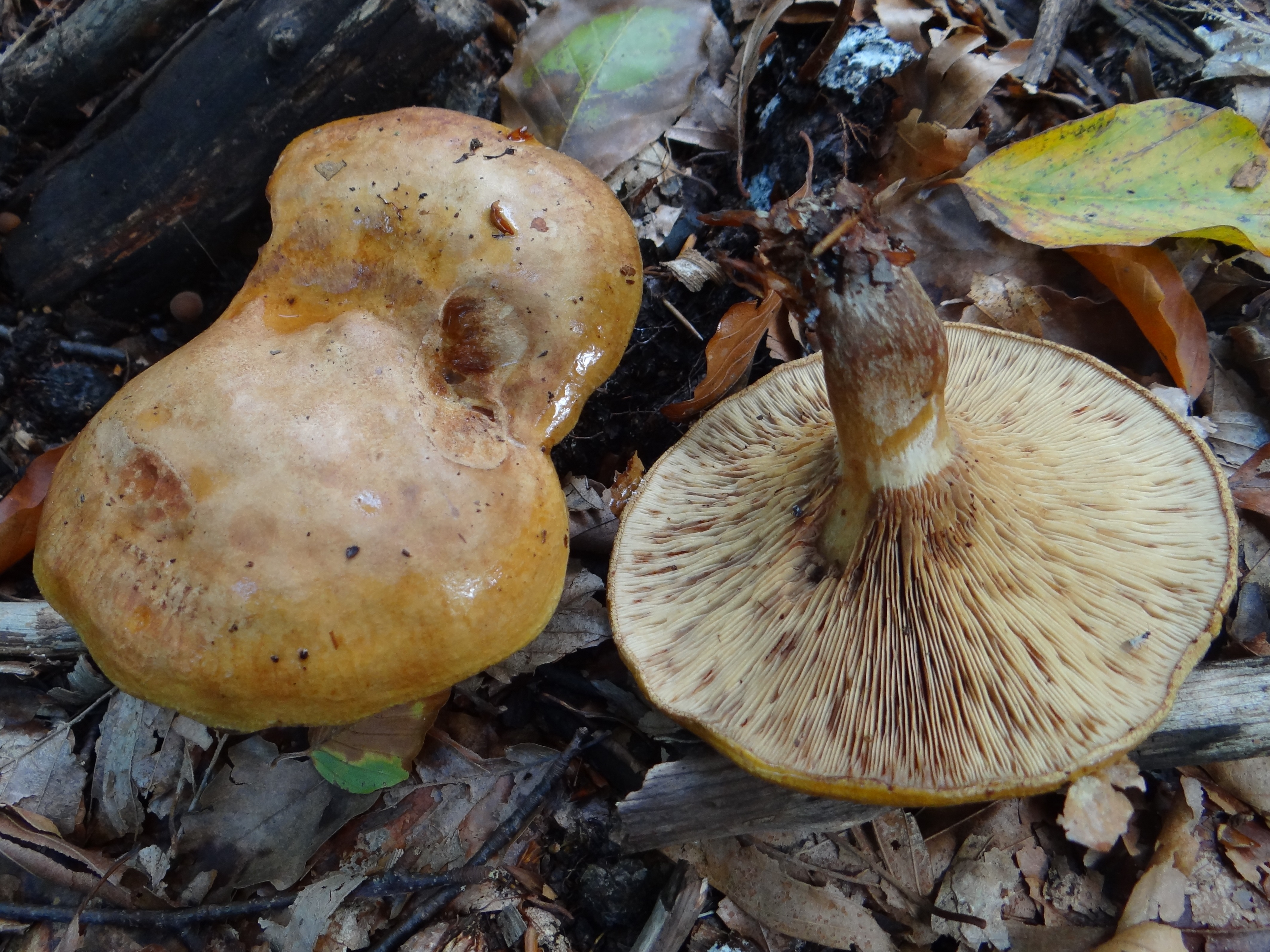
Starsze owocniki nadal mają podwinięty brzeg

Krowiak podwinięty (Paxillus involutus (Batsch) Fr.) – gatunek grzybów trujących z rodziny krowiakowatych (Paxillaceae).

## Systematyka i nazewnictwo
Pozycja w klasyfikacji według Index Fungorum: Paxillus, Paxillaceae, Boletales, Agaricomycetidae, Agaricomycetes, Agaricomycotina, Basidiomycota, Fungi.
Po raz pierwszy takson ten zdiagnozował w 1786 r. August Johann Georg Karl Batsch nadając mu nazwę Agaricus involutus. Obecną, uznaną przez Index Fungorum nazwę nadał mu w 1838 r. Elias Fries, przenosząc go do rodzaju Paxillus. Niektóre synonimy:

- Agaricus adscendibus Bolton 1788
- Agaricus contiguus Bull. 1785
- Agaricus contiguus Bull. & Vent. 1809
- Agaricus involutus Batsch 1786
- Agaricus involutus Batsch 1786, var. involutus
- Omphalia involuta (Batsch) Gray 1821
- Omphalia involuta (Batsch) Gray 1821, var. involuta
- Paxillus involutus var. excentricus Fr.
- Rhymovis involuta (Batsch) Rabenh. 1844

Nazwę polską podała Alina Skirgiełło w 1960 r. W polskim piśmiennictwie mykologicznym gatunek ten opisywany był też pod nazwami: bydlęca gęba, krowia gęba, krowia warga, krówka, pieczeń, świnka pospolita, tłuszcz, tłustocha, gwożdziak podwinięty, olszówka. Ma wiele regionalnych nazw, m.in.: olszówka, podolszówka, olchówka, krowia gęba, krowiak, krówka, świnka.

## Morfologia
Kapelusz
Średnica dochodzi do 13 cm. U młodych egzemplarzy jest łagodnie łukowaty z wyraźnie podwiniętym brzegiem, później płaski lub nieco wklęsły, ale nadal z podwiniętym brzegiem. Barwa żółtobrązowa, oliwkowa, ochrowobrązowa, czerwonobrązowa. Młode okazy mają kapelusz delikatnie pilśniowy, później staje się łysy. Po uszkodzeniu skorka kapelusza jest ciemnobrązowo cętkowana. Podczas suchej pogody kapelusz jest suchy i błyszczący, podczas wilgotnej staje się bardzo śliski.
Blaszki
Cienkie, gęste i wyraźnie schodzące na trzon. U młodych grzybów pofałdowane. Są barwy żółtawej lub rdzawej, po uszkodzeniu brązowieją.
Trzon
Wysokość 3–7 cm, grubość 1–2 cm. Jest walcowaty, gruby, pełny, nagi i nieraz zwężony w dolnej części. Barwa zbliżona do barwy kapelusza, zwykle nieco jaśniejsza. Po uszkodzeniu brązowieje.
Miąższ
Żółty, żółtawobiały lub bladoochrowy, początkowo twardy, później miękki, po przecięciu grzyba zmienia zabarwienie na czerwonobrązowe lub rdzawobrązowe, smak lekko kwaśny, zapach mało intensywny
Wysyp zarodników
Ochrowobrązowy. Zarodniki elipsoidalne, gładkie, o rozmiarach 8-18 × 4,5-6 µm.

## Występowanie
Występuje na całej półkuli północnej na obszarach o klimacie umiarkowanym. W Europie jest pospolity. Pojawia się jesienią i latem we wszystkich typach lasu. Rośnie pod różnymi gatunkami drzew, jak np. brzoza, dąb, olsza, sosna, świerk. Zwykle występuje gromadnie.

## Znaczenie
Grzyb trujący. Przez bardzo długi czas był uznawany za cenny grzyb jadalny i często zbierany ze względu na dobry smak, dużą wydajność i łatwość w rozpoznaniu. Jako jadalny wymieniany był w atlasach grzybów. Bardzo długo, bo aż do lat 70. i 80. XX wieku uznany był za jadalny lub warunkowo jadalny. Dla większości ludzi gatunek ten rzeczywiście był nieszkodliwy. Jednakże u niektórych ludzi po jego spożyciu pojawiły się przypadki silnych zatruć. Zawarta w krowiaku substancja chemiczna w niektórych przypadkach powoduje śmiertelną reakcję układu odpornościowego człowieka, polegającą na tym, że organizm zaczyna wytwarzać przeciwciała przeciwko własnym krwinkom. Sklejone krwinki blokują przepływ krwi w ważnych dla życia narządach. W związku z tymi przypadkami obecnie krowiaka podwiniętego uważa się za gatunek trujący. Mimo to w wielu krajach świata (np. w Europie Wschodniej) jest on nadal zbierany i spożywany. Za grzyb jadalny uważany był również w Polsce przed II wojną światową.
Śmiertelnie zatruł się posiłkiem przygotowanym z krowiaka podwiniętego m.in. mykolog Julius Schäffer.

## Gatunki podobne
Podobny jest krowiak olszowy (Paxillus filamentosus). Ma łuskowaty kapelusz i rośnie tylko pod olchami.